# عزازیل
عزازیل (‎/əˈzeɪzəl, ˈæzəˌzɛl/‎; عبری: עֲזָאזֵל‎ ʿAzāʾzēl; عربی: عزازیل، آوانگاری: ʿAzāzīl) یک شخصیت در اساطیر عبری است که اولین بار در عهد عتیق ظاهر شد.

## در عهد عتیق
در کتاب Leviticus ۱۶ ذکر شده‌است که کاهن بزرگ در روز دهم تیشری (یوم کیپور) پس از قربانی کردن از طرف خود و خانوادهٔ خود، برای کفارهٔ گناهان مردم قربانی قرار می‌داد. این قربانی به صورت یک قوچ برای سوزاندن و دو بز بود. این دو بز یکی برای یهوه (نام خدا در یهودیت) و یکی برای عزازیل در نظر گرفته می‌شد. بزی که برای خدا مقرر شده بود قربانی می‌گردید؛ ولی بزی که برای عزازیل در نظر گرفته شده بود، ابتدا کاهن بزرگ دست خود را بر روی سر بز می‌گذاشت و گناهان مردم را اعتراف می‌کرد. سپس این بز به منطقه‌ای خارج از شهر و به دور از مردم برده می‌شد و در آنجا رها می‌گشت.
نام عزازل ممکن است نام محلی باشد که بز در آنجا رها می‌گشت. بعضی گمان می‌کنند که عزازل از دو لغت عزاز و ال تشکیل شده‌است که به معنی کوه سخت می‌باشد. منطقه‌ای به نام کوه عزازل نیز موجود است که ظاهراً محلی است که این بز در آنجا رها می‌گشت.
لغت Scapegoat در زبان انگلیسی نیز از همین داستان گرفته شده‌است.

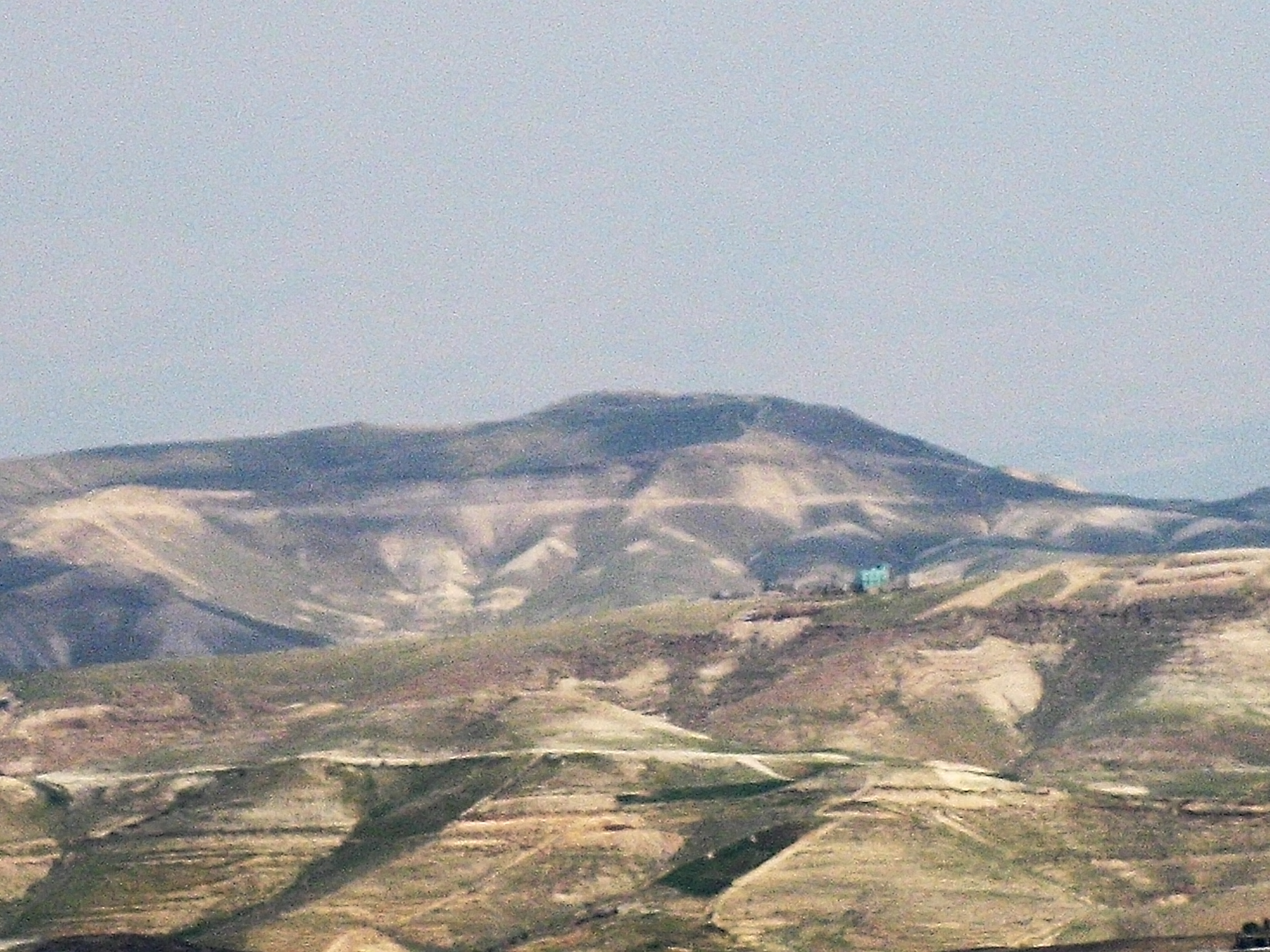
تصویری از کوه عزازیل که بز به آنجا فرستاده می‌شد.

## در مسیحیت
در مسیحیت معمولاً عزازیل مترادف با شیطان در نظر گرفته می‌شود. در دیدگاه مسیحیان ادونتیست شیطان مسئول گناهانی است که از طریق بز عزازیل در روز دهم یوم کیپور منتقل شده‌است. حال آنکه بعضی دیگر از مسیحیان این دیدگاه را مخالف مسیحیت می‌دانند و اعتقاد دارند این تفکر عزازیل را معادل عیسی مسیح قرار می‌دهد. آن‌ها می‌گویند شیطان نمی‌تواند کسی را نجات دهد و همچنین نمی‌تواند مسئول گناهان کسی باشد و تنها عیسی مسیح برای گناهان مردم قربانی گشته‌است.

## در اسلام

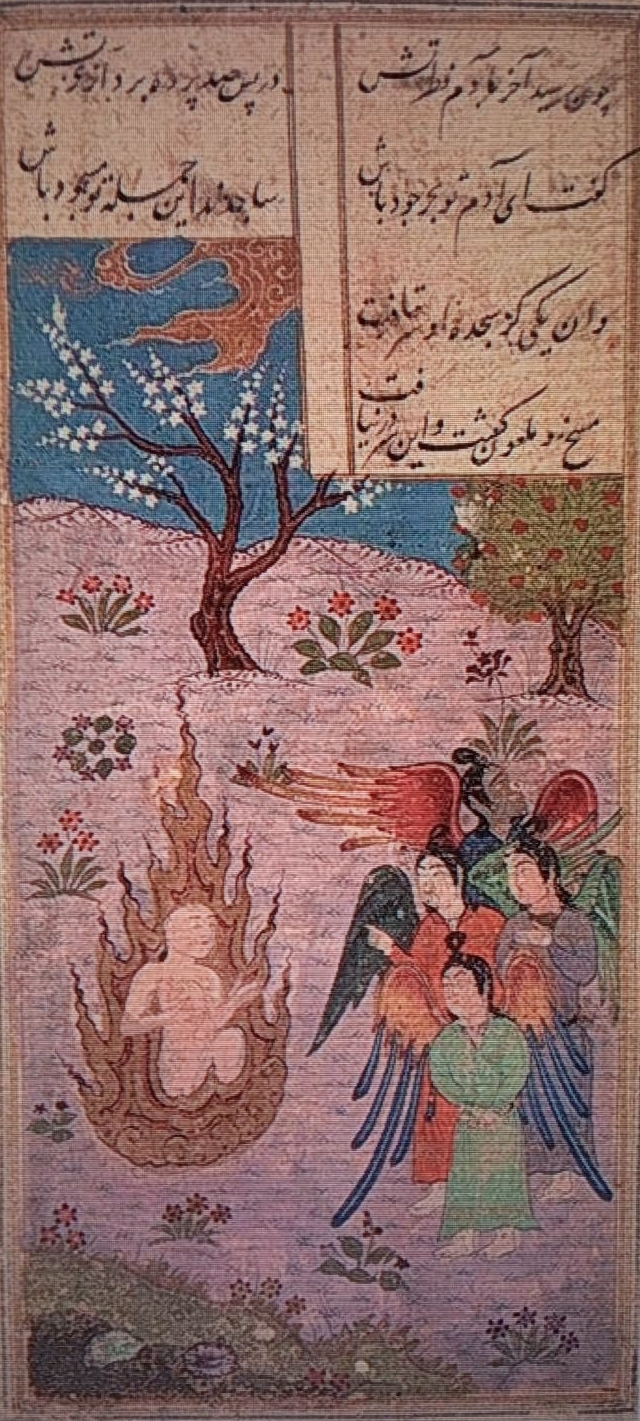
فرشتگان با آدم ملاقات می‌کنند و به نظر می‌رسد که با واکنش نافرمانانه ابلیس که با افتخار سرش را برمی‌گرداند، با او شریک می‌شوند. بر اساس روایات، خداوند ابلیس را فرشته ای زیبا به نام عزازیل آفرید و در اینجا او را به این صورت ترسیم کرده است. نقاشی از نسخه خطی منطق الطیر فریدالدین عطار. ایران، شیراز.

در قرآن نامی از عزازیل برده نشده‌است. با این وجود در برخی متون اسلامی نام عزازیل به عنوان نام اصلی ابلیس آورده شده‌است.
سعدی در آغاز بوستان می‌گوید:
وگر در دهد یک صلای کرم / عزازیل گوید نصیبی برم
مولوی در بیت آخر بخش چهارم دفتر اول مثنوی معنوی می‌گوید:
بُد ز گستاخی کسوف آفتاب / شد عزازیلی ز جرأت رد باب

## در فرهنگ
در کتاب مرشد و مارگاریتا وی از ملازمان شیطان به‌شمار می‌رود و در سریال سوپرنچرال و فیلم سرنوشت از شیاطین بزرگ به‌شمار می‌رود؛ و در مردان ایکس پدر Nightcrawler و سه همسر دارد که یکی از همسران او Mystique می‌باشد و از دو همسر دیگر دو پسر دیگر به نام‌های Kiwi Black و ABYSS هم دارد که اسم مادران آنها مشخص نیست.